# Kaz'Manga
Kaz'Manga était une émission pour la jeunesse diffusée en 2000 sur France 2.

## Principe
L'émission diffusait deux dessins animés produit ou coproduit au Japon. Elle est déprogrammée à cause de mauvaises audiences.

## Programmes

### Dessins animés diffusés
- Équipières de choc (inédit)
- Les Mystérieuses Cités d'Or
- Signé Cat's Eyes
- Ulysse 31

## Diffusion
Elle était diffusée le samedi vers 8 h 30.